# Baščaršija

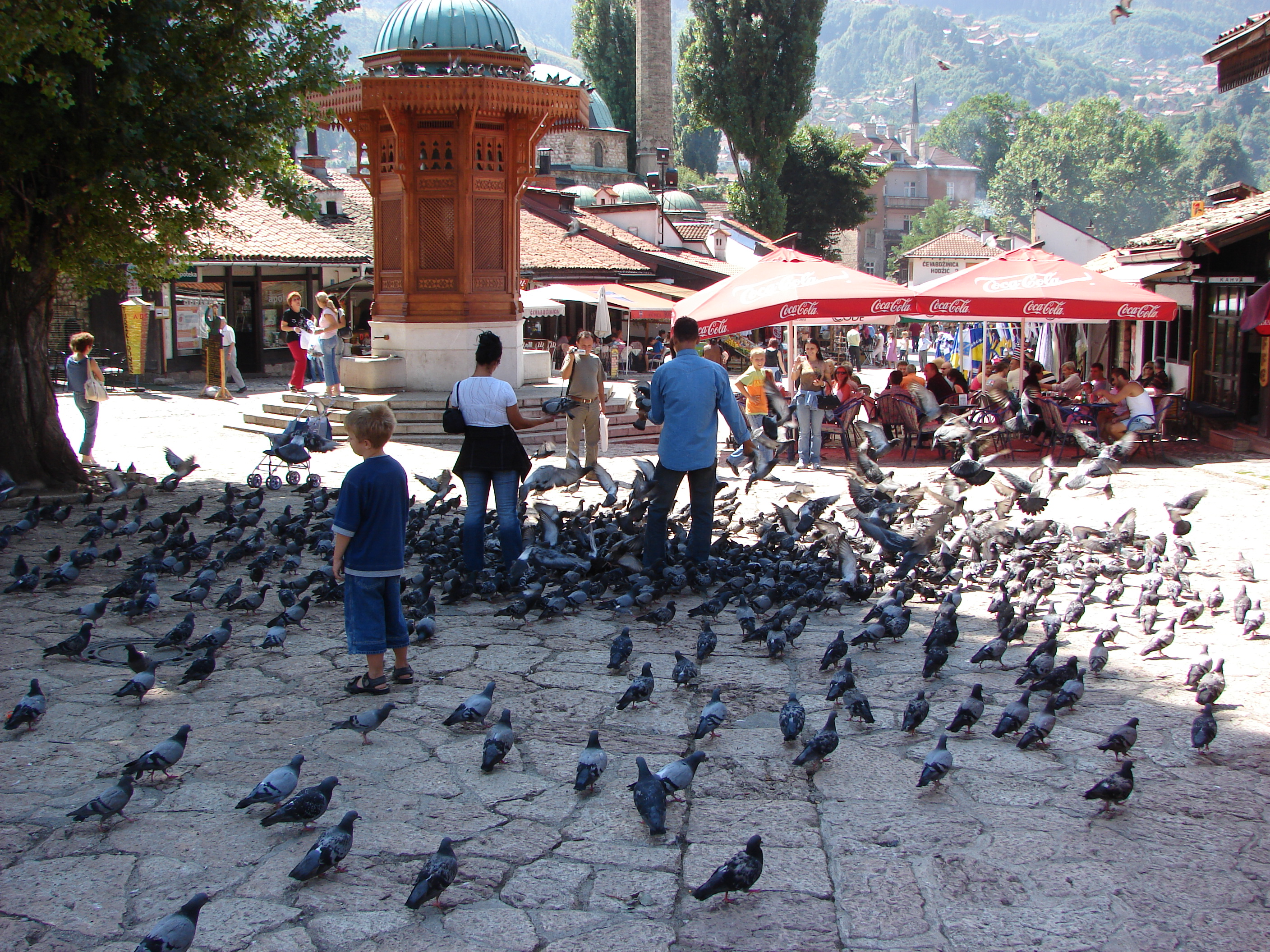
Veduta di una parte della zona Baščaršija.

Col termine Baščaršija ci si riferisce a un'area della città di Sarajevo, capitale della Bosnia ed Erzegovina, costruita nel XV secolo e originariamente adibita alla funzione di mercato.

## Storia
Quando Isa-Beg Isaković decise la costruzione del sangiaccato che sarebbe poi diventato Sarajevo, fece edificare sulla riva destra del fiume Miljacka il caravanserraglio, che si sviluppò successivamente in un'area commerciale (già nel 1462). Quell'area fu denominata "baş çarşı", che in lingua turca ha il significato di "mercato principale" (il nome è stato poi slavizzato in baščaršija).
La zona fu significativamente ampliata da Gazi-Husrev Beg, che fece costruire una moschea che ancora oggi porta il suo nome, una scuola islamica, un bagno turco, la Torre dell'Orologio e altri servizi. Tra il 1884 e il 1889 fu costruita anche una cattedrale cristiana, a testimonianza della contemporanea presenza di musulmani e cristiani nella città. Nel XIX secolo un vasto incendio danneggiò gravemente l'area, che da quel momento in avanti ha conservato una dimensione pari circa alla metà di quella originale.
In tempi moderni, la zona ha conservato la funzione di mercato, diventando anche un punto turistico della città.